# 茂木和行
茂木 和行（もぎ かずゆき、1946年 - ）は、日本の作家。聖徳大学人文学部現代ビジネス学科教授。
東京大学理学部卒業。毎日新聞記者、サンデー毎日記者、ニューズウィーク日本版副編集長、フィガロジャポン編集長、生命誌研究館のサイエンスキュレーターを勤めた。
人類は「神の場」(Ｘ場)、を感じるようになった時に「ヒト」になるという考えを、宇宙と心と神を統合した理論として、第一部『無から生まれた宇宙』、第二部『心の量子力学』（未完）、第三部『幽霊と科学（書名:木から落ちた神さま）』の三部作で発表した。

## 主な著書
- 『無から生まれた宇宙』（毎日新聞社、1986 ）
- 『木から落ちた神さま』（毎日新聞社、1991 ）